# Jan Mikulicz-Radecki
Jan Mikulicz-Radecki (16. svibnja 1850. – 4. lipnja 1905.) (njemački: Johann(es) Freiherr von Mikulicz-Radecki) bio je poljsko-austrijski kirurg, iako je sam često prilikom upita o nacionalnosti znao reći da je kirurg.
Nakon što je završio studij medicine na Sveučilištu u Beču gdje učio od Theodor Billrotha, radio je kao šef kirurgije na Sveučilištima u Krakówu, Königsbergu (Kaliningrad) i od 1890. u Wrocławu.
Mikulicz-Radecki je najpoznatiji po brojnim inovacijama u operativnim tehnikama što je dovelo do značajog napretka u liječenju brojnih bolesti, te do razvoja moderne kirurgije.
Prvi je zašio perforirani želučani vrijed (1885), kirurški obnovio dio jednjaka (1886.), ukloni dio maligno promijenjenog debelog crijeva (1903), i prvi opisao entitet koji se naziva Mikuliczeva bolest.
Godine 1881. razvio poboljšani modele ezofagoskopa i gastroskopa. Kao zagovornik antiseptika populariziro je antiseptičke metode koje je razvio Joseph Lister. Napravio je masku od gaze i prvi je upotrijebio rukavice tijekom operacije.